# Sinis (Mythologie)

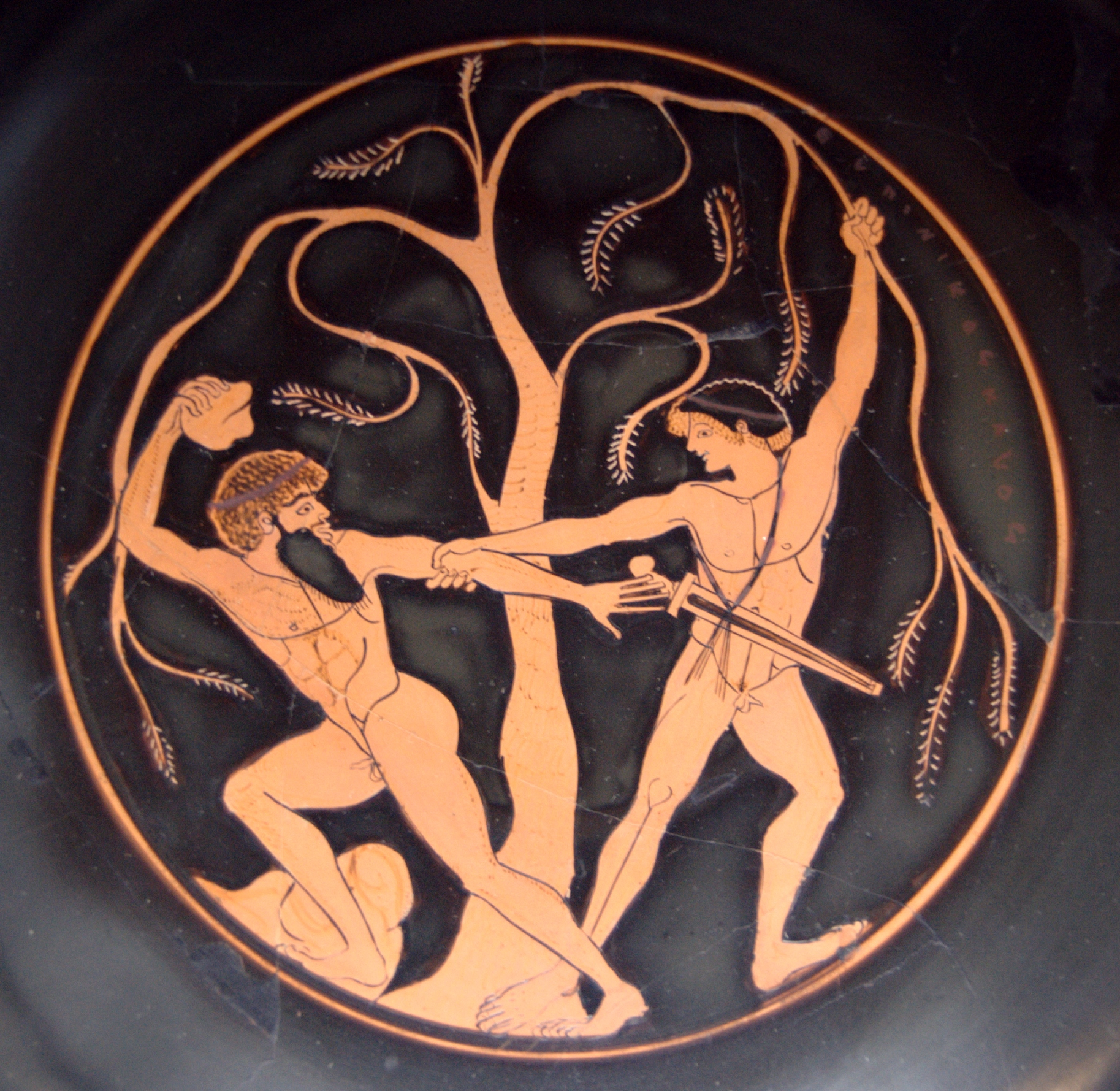
Theseus und Sinis, attisch-rotfigurige Kylix des Elpinikos-Malers, 490-480 v. Chr., Staatliche Antikensammlungen (Inv. 8771)

Sinis (altgriechisch Σίνις Sínis) ist eine Gestalt der griechischen Mythologie. Er war ein berüchtigter Straßenräuber, der am Rande der Straße über die Landenge von Korinth unglücklichen Wanderern auflauerte. Er wurde von Theseus besiegt.

## Mythos
Sinis war ein Sohn des Prokrustes und der Sylea und der Vater der Perigune, obgleich laut Plutarch Henioche, die Tochter des Pittheus, mit dem Kanethos als Vater seine Mutter war.
Er erhielt den Beinamen Pityokamptes (Πιτυοκάμπτης ‚Fichtenbeuger‘). Wenn er eines Wanderers habhaft werden konnte, bog er mit seinen riesenstarken Händen zwei einander gegenüberstehende Fichten herunter, zwischen die er seinen Gefangenen band, um diesen von den zurückschnellenden Bäumen zerreißen zu lassen.
Theseus tötete Sinis schließlich auf dieselbe Weise, als dieser ihn auf seiner Reise nach Athen zu überfallen versuchte.